# عين زعطوط
عين زعطوط أو بني فرح، بلدية من بلديات دائرة القنطرة بولاية بسكرة الجزائرية.

## الموقع الجغرافي
تقع في السفوح الجنوبية للأوراس بين ولايتي باتنة وبسكرة في الشرق الجزائري. تحدها من الجنوب البرانيس وجمورة ومن الشرق امنطان ومنعة ومن الغرب القنطرة ومن الشمال معافة وثاكوست تمتاز بزراعة الزيتون وتربية النحل وبعض الزراعات المعاشية كما تمتاز بمناخها الشبه صحراوية الشديد البرودة شتاءا والمعتدل صيفا كما لديها تضاريسها المتنوعة بين الكهوف والجبال تؤهلها أن تكون منطقة سياحية من الدرجة الأولى في المنطقة ولكنها لا تحتوي على مرافق سياحية التي يمكنها جلب السياح.